# 미유키 (만화)
《미유키》(일본어: みゆき)는 아다치 미쓰루(미츠루)의 만화 작품으로, 소년 빅 코믹에 1980년부터 1984년까지 연재되었다. 이 만화를 주제로 영화, 애니메이션, 텔레비전 드라마 등이 제작되었으며, 1981년에는 일본 제28회 소학관 만화상을 수상했다.

## 개요
주인공, 와카마츠 마사토가 두 명의 미유키에 좌지우지된다. 1명은 피가 연결되지 않는가 원 좋은 여동생, 이제 1명은 미인 동급생. 정말 좋아하는 것은? 약속의 패턴(예를 들면 2명이서 걷고 있으면 불량에 얽힐 수 있는 등)을 늘어놓는 것으로, 반대로 그것을 개그로 하고 있다.
이복 여동생과 경제적으로 곤란하지 않은 생활 등 이 작품의 설정은, 그 후의 타작가의 제작품에도 영향을 주었다. 주인공의 모델은, 당시 매일 같이 작업장에 출입하고 있던 쾌활한 여자 중학생. 여동생의 없었던 작자에게 있어서 모습의 소재가 되었다. 또 후의 작품에게 준 영향도 크다.